# ATC code D11
ATC code D11 سایر فراورده‌های پوستی زیرگروهی درمانی از سیستم طبقه‌بندی شیمیایی درمانی آناتومیک است. این سیستمِ متشکل از کدهای حرفی‌عددی را سازمان جهانی بهداشت برای طبقه‌بندی داروها و سایر تولیدات پزشکی ایجاد کرده است. زیرگروه D11 جزوی از گروه آناتومیک D مرتبط به پوست و ضمائم است.

کدهای مورد استفاده در دامپزشکی (کدهای ATCvet) را می‌توان با گذاشتن حرف Q جلو کدهای انسانی ATC ایجاد کرد: مثلاً QD11. کدهای ATCvet که فاقد کدهای انسانی متناظر ATC هستند، در فهرست ذیل با حرف آغازین Q ذکر شده‌اند.
ممکن است نسخه‌های ملی از طبقه‌بندی ATC حاوی کدهای اضافه‌ای باشند که در این فهرست (نسخهٔ سازمان جهانی بهداشت) نیامده باشند.

## D11A سایر فراورده‌های پوستی

### D11AAAntihidrotics
گروه خالی

### D11AC Medicatedشامپوها
D11AC01 Cetrimide
D11AC02 کادمیم compounds
D11AC03 سلنیم compounds
D11AC06 پوویدون آیوداین
D11AC08 گوگرد compounds
D11AC09 Xenysalate
D11AC30 Others

### D11AEآندروژن‌هاfor topical use
D11AE01 متاندرستنولون

### D11AFزگیلand anti-cornpreparations
گروه خالی

### D11AH Agents forدرماتیت, excludingکورتیکواستروئید
D11AH01 تاکرولیموس
D11AH02 پیمکرولیموس
D11AH03 کرومولین سدیم
D11AH04 Alitretinoin
QD11AH90 Oclacitinib
QD11AH91 Lokivetmab

### D11AX Other dermatologicals
D11AX01 ماینوکسیدیل
D11AX02 اسید گاما-لینولنیک
D11AX03 کلسیم گلوکونات
D11AX04 Lithium succinate
D11AX05 منیزیم سولفات
D11AX06 مکوئینول
D11AX08 Tiratricol
D11AX09 Oxaceprol
D11AX10 فیناستراید
D11AX11 هیدروکینون
D11AX12 پیریتیون روی
D11AX13 مونوبنزون
D11AX16 Eflornithine
D11AX18 دیکلوفناک
D11AX21 بریمونیدین
D11AX22 ایفرمکتین
D11AX23 Aminobenzoate potassium
D11AX24 اسید داوکسیکولیک
D11AX52 Gamolenic acid, combinations
D11AX57 کلاژن, combinations
QD11AX90 بنزوئیل پروکساید